# 2016–2017-es angol labdarúgó-bajnokság (első osztály)
A 2016–17-es Premier League a 25. Premier League-szezon az elindulás éve, 1992 óta, összességében pedig a 118. első osztályú angol bajnokság volt. A címvédő a Leicester City csapata, akik az előző szezonban ünnepelték első bajnoki címüket.
A bajnokság 2016. augusztus 13-án kezdődött és 2017. május 21-én ért véget. A bajnok a Chelsea csapata lett, története során hatodszor.

## Részt vevő csapatok
| Csapat               | Város              | Stadion            | Befogadóképesség |
| -------------------- | ------------------ | ------------------ | ---------------- |
| Arsenal              | London             | Emirates Stadion   | 60 361 fő        |
| Bournemouth          | Bournemouth        | Dean Court         | 12 081 fő        |
| Burnley              | Burnley            | Turf Moor          | 21 401 fő        |
| Chelsea              | London             | Stamford Bridge    | 42 449 fő        |
| Crystal Palace       | London             | Selhurst Park      | 26 309 fő        |
| Everton              | Liverpool          | Goodison Park      | 40 157 fő        |
| Hull City            | Kingston upon Hull | KCOM stadion       | 25 400 fő        |
| Leicester City       | Leicester          | King Power Stadion | 32 262 fő        |
| Liverpool            | Liverpool          | Anfield Stadion    | 45 276 fő        |
| Manchester City      | Manchester         | Etihad Stadium     | 55 097 fő        |
| Manchester United    | Manchester         | Old Trafford       | 75 811 fő        |
| Middlesbrough        | Middlesbrough      | Riverside Stadion  | 33 746 fő        |
| Southampton          | Southampton        | St. Mary’s Stadium | 32 689 fő        |
| Stoke City           | Stoke-on-Trent     | Britannia Stadion  | 27 740 fő        |
| Sunderland           | Sunderland         | Stadium of Light   | 48 707 fő        |
| Swansea City         | Swansea            | Liberty Stadion    | 20 520 fő        |
| Tottenham Hotspur    | London             | White Hart Lane    | 36 230 fő        |
| Watford              | Watford            | Vicarage Road      | 21 577 fő        |
| West Bromwich Albion | West Bromwich      | The Hawthorns      | 26 360 fő        |
| West Ham United      | London             | Olimpiai Stadion   | 60 000 fő        |

## Tabella
| #   | Csapat               | M  | GY | D  | V  | G+ – G– | GK  | P  | Megjegyzések       |
| --- | -------------------- | -- | -- | -- | -- | ------- | --- | -- | ------------------ |
| 1.  | Chelsea (B)          | 38 | 30 | 3  | 5  | 85–33   | +52 | 93 | BL–csoportkör      |
| 2.  | Tottenham Hotspur    | 38 | 26 | 8  | 4  | 86–26   | +60 | 86 | BL–csoportkör      |
| 3.  | Manchester City      | 38 | 23 | 9  | 6  | 80–39   | +41 | 78 | BL–csoportkör      |
| 4.  | Liverpool            | 38 | 22 | 10 | 6  | 78–42   | +36 | 76 | BL–rájátszás       |
| 5.  | Arsenal (KGY)        | 38 | 23 | 6  | 9  | 77–44   | +33 | 75 | EL–csoportkör      |
| 6.  | Manchester United    | 38 | 18 | 15 | 5  | 54–29   | +25 | 69 | EL–rájátszás       |
| 7.  | Everton              | 38 | 17 | 10 | 11 | 62–44   | +18 | 61 | EL–3. selejtezőkör |
| 8.  | Southampton          | 38 | 12 | 10 | 16 | 41–48   | −7  | 46 |                    |
| 9.  | Bournemouth          | 38 | 12 | 10 | 16 | 55–67   | −12 | 46 |                    |
| 10. | West Bromwich Albion | 38 | 12 | 9  | 17 | 43–51   | −8  | 45 |                    |
| 11. | West Ham United      | 38 | 12 | 9  | 17 | 47–64   | −17 | 45 |                    |
| 12. | Leicester City CV    | 38 | 12 | 8  | 18 | 48–63   | −15 | 44 |                    |
| 13. | Stoke City           | 38 | 11 | 11 | 16 | 41–56   | −15 | 44 |                    |
| 14. | Crystal Palace       | 38 | 12 | 5  | 21 | 50–63   | −13 | 41 |                    |
| 15. | Swansea City         | 38 | 12 | 5  | 21 | 45–70   | −25 | 41 |                    |
| 16. | Burnley Ú            | 38 | 11 | 7  | 20 | 39–55   | −16 | 40 |                    |
| 17. | Watford              | 38 | 11 | 7  | 20 | 40–68   | −28 | 40 |                    |
| 18. | Hull City Ú (K)      | 38 | 9  | 7  | 22 | 37–80   | −43 | 34 | Championship       |
| 19. | Middlesbrough Ú (K)  | 38 | 5  | 13 | 20 | 27–53   | −26 | 28 | Championship       |
| 20. | Sunderland (K)       | 38 | 6  | 6  | 26 | 29–69   | −40 | 24 | Championship       |

Utolsó frissítés: 2017. május 20. 
Forrás: premierleague.com 
A rangsorolás alapszabályai: 1. összpontszám, 2. egymás elleni eredmények összpontszáma, 3. gólkülönbség, 4. szerzett gólok száma.
(B): Bajnokcsapat, (K): Kieső csapat, (F): Feljutó csapat, (I): Kupainduló, (R): A rájátszás győztese, (KGY): Kupagyőztes